# Alexander Ball
Contra-almirante Alexander John Ball por Henry William Pickersgill, entre 1805 e 1809
Alexander John Ball, 1.º baronete (Ebworth Park, em Sheepscombe, Gloucestershire, 22 de julho de 1757 – Palácio de San Anton, Malta, 20 de outubro de 1809) foi um contra-almirante da Marinha Real Britânica e administrador colonial que serviu como comissário civil de Malta de 1799 a 1801 e novamente de 1802 a 1809. Era o quarto filho de Robert e Mary (Dickinson) Ball e irmão mais novo de Ingram Ball.

## Primeiras experiências na Marinha
Ball ingressou na Marinha Real Britânica e, em 7 de agosto de 1778, foi promovido a tenente. Três anos depois, começou uma estreita parceria com George Rodney. Foi promovido a comandante em 14 de abril de 1782, dois dias após a vitória decisiva de seu chefe na Batalha de Saintes, e assumiu o comando do HMS Germaine. Em 20 de março de 1783, se tornou capitão. Com a paz restaurada, Ball foi dispensado com metade do salário. Ele então passou um ano na França, na esperança de aprender o idioma e viver economicamente. O capitão Horatio Nelson não estava, de forma alguma, favoravelmente impressionado com seu futuro amigo e companheiro, e descreveu Ball como um “grande vaidoso”.
Em 1790, Ball recebeu um comando e, a partir de então, foi continuamente empregado. Em maio de 1798, Ball comandou o HMS Alexander no mar Mediterrâneo. Certa vez, quando o HMS Vanguard de Nelson perdeu seus mastros da proa e superior, Ball rebocou o Vanguard até a Sardenha. Sob o comando de Nelson, Ball participou da Batalha do Nilo, e seu navio, o Alexander, foi o segundo navio britânico a disparar contra o navio-capitânia francês, L'Orient, que mais tarde explodiu durante a batalha.

## Malta
Alexander Ball foi uma figura importante nos eventos diplomáticos e militares que colocaram Malta sob o domínio britânico. Universalmente amado pelos malteses, Ball visitou as ilhas pela primeira vez em 12 de outubro de 1798. Sempre que Ball aparecia em público, os transeuntes nas ruas ficavam de cabeça descoberta até ele passar; os clamores do mercado eram silenciados à sua entrada e depois trocados por gritos de alegria e boas-vindas. Sua missão era sustentar e continuar o cerco e bloqueio às forças francesas em Malta, auxiliado por certas forças navais portuguesas.
Os líderes malteses do bloqueio foram imediatamente atraídos pelo carisma e simpatia de Ball. Além disso, eles podem ter percebido que, após a eventual rendição francesa, sua ilha teria que encontrar outro governante, já que nenhum maltês no século XIX considerava a independência. O medo do retorno da Ordem de São João de Jerusalém, cada vez mais opressiva, pode ter levado Malta indiretamente a se tornar um protetorado britânico. Em uma carta enviada por um dos líderes malteses a Ball, escrita por Vincenzo Borg, os malteses expressaram a Ball o desejo de que a grande maioria de nós gostaria de ver as ilhas sob jurisdição inglesa.
O destino de Malta seria decidido pelos acontecimentos que ocorreram na Europa durante esse período. As tropas de Napoleão Bonaparte conseguiram entrar em Nápoles, forçando o rei Fernando IV a fugir da cidade com sua família. Para os malteses, isso significava que somente o Reino Unido poderia garantir a segurança de Malta. Foi nessa fase que surgiram problemas entre os partidários dos napolitanos e aqueles que preferiam a Marinha Real Britânica. O capitão Alexander Ball conseguiu acalmar a situação, o que levou à sua eventual eleição como presidente da Assembleia Nacional, que ocorreu em 9 de fevereiro de 1799. Conforme os desejos de Ball, a Assembleia mudou seu nome para Congresso Nacional a fim de enfatizar a necessidade de um compromisso. No entanto, a situação cada vez mais precária enfrentada pelo rei Fernando IV levou Ball a passar mais poderes para as forças britânicas estacionadas em Malta e arredores. Na verdade, foi nessa época que a Bandeira da União foi hasteada pela primeira vez ao lado da bandeira napolitana.
Nelson escreveu a Ball em janeiro de 1799:
“... Respeitando a situação de Malta com o Rei de Nápoles, é isto — ele é o Soberano legítimo da Ilha: portanto, sou de opinião que sua Bandeira deveria tremular. Ao mesmo tempo, uma guarnição napolitana a trairia ao primeiro homem que o subornasse. Estou certo de que o Rei não teria dificuldade em dar sua Soberania à Inglaterra; e ultimamente, com Sir William Hamilton, recebeu uma Nota de que Malta nunca deveria ser dada a qualquer Poder sem o consentimento da Inglaterra....”
“P.S. – No caso da Rendição de Malta, imploro que você não faça nada que possa prejudicar os sentimentos de suas Majestades. Unir a Bandeira deles com a da Inglaterra, se não for da vontade dos Insulares, use apenas a nossa”.
As forças francesas sitiadas em Valeta enfrentaram a fome quando a marinha britânica interceptou uma força de socorro francesa ao largo da ilha de Lampedusa. Por fim, o general Vaubois, comandante das forças francesas, rendeu-se às forças britânicas, representadas pelo capitão George Martin e pelo major-general Henry Pigot. Como representante do povo maltês, Ball não foi autorizado a participar nas negociações, enquanto os napolitanos foram excluídos por razões diplomáticas. Os franceses foram autorizados a partir com todas as honras militares e, após alguns dias, Ball e os malteses puderam entrar na capital libertada.
Em fevereiro de 1801, Ball foi nomeado comissário da marinha em Gibraltar e teve que deixar Malta. O controle passou para o major-general Henry Pigot, cuja administração tirânica irritou os malteses, fato observado em uma carta que Ball escreveu a Nelson em junho do mesmo ano. Ball relatou que os malteses teriam se rebelado contra Pigot se Ball não lhes tivesse prometido que transmitiria suas queixas às autoridades.
O próprio Nelson respondeu a Ball do Báltico em 4 de junho de 1801:
“Meu querido e inestimável amigo... acredite, meu coração nutre o mais caloroso afeto por você, e não foi por minha culpa, e não sem um pouco de mortificação, que você não recebeu a fita vermelha e outras recompensas que o teriam mantido à tona; mas, como acredito que a guerra chegou ao fim, você deve aceitar sua bandeira quando ela chegar até você, pois quem comandará nossas frotas em uma guerra futura? Tenho pena dos pobres malteses; eles sofreram uma perda irreparável com a sua amizade e um diretor competente nos seus assuntos públicos; você era verdadeiramente o pai deles e, concordo com você, eles podem não gostar de padrastos... Acredite em mim em todos os momentos e lugares, para sempre seu amigo sincero, afetuoso e fiel.”
Os britânicos estavam incertos quanto à sua política em relação à Malta, pois, com Napoleão em ascensão, não podiam se dar ao luxo de ter problemas com seus aliados. A escolha de Charles Cameron como comissário civil de Malta em maio de 1801, não eliminou essas incertezas, embora sua presença garantisse aos malteses a proteção do Império Britânico. Quando o Tratado de Amiens colocou Malta novamente sob o domínio dos Cavaleiros Hospitalários, essa garantia foi destruída.
Ball foi nomeado baronete em 6 de junho de 1801. O governo britânico então o enviou de volta a Malta como ministro plenipotenciário de Sua Majestade Britânica para a Ordem de São João, a fim de coordenar a partida dos britânicos conforme as disposições do Tratado de Amiens. A situação, no entanto, mudou rapidamente à medida que aumentava a probabilidade de uma guerra entre a França e o Reino Unido. Ball recebeu então instruções para adiar a evacuação das tropas britânicas da ilha.
Napoleão estava ansioso para ver os britânicos fora do Grão-Porto, afirmando preferir vê-los na posse de um subúrbio parisiense do que de Malta. Em maio de 1803, a guerra foi retomada devido à recusa britânica em evacuar as ilhas. Durante as Guerras Napoleônicas, através do Tratado de Paris de 1814, ratificado pelo Congresso de Viena, Malta e todas as suas dependências passaram para a jurisdição britânica.

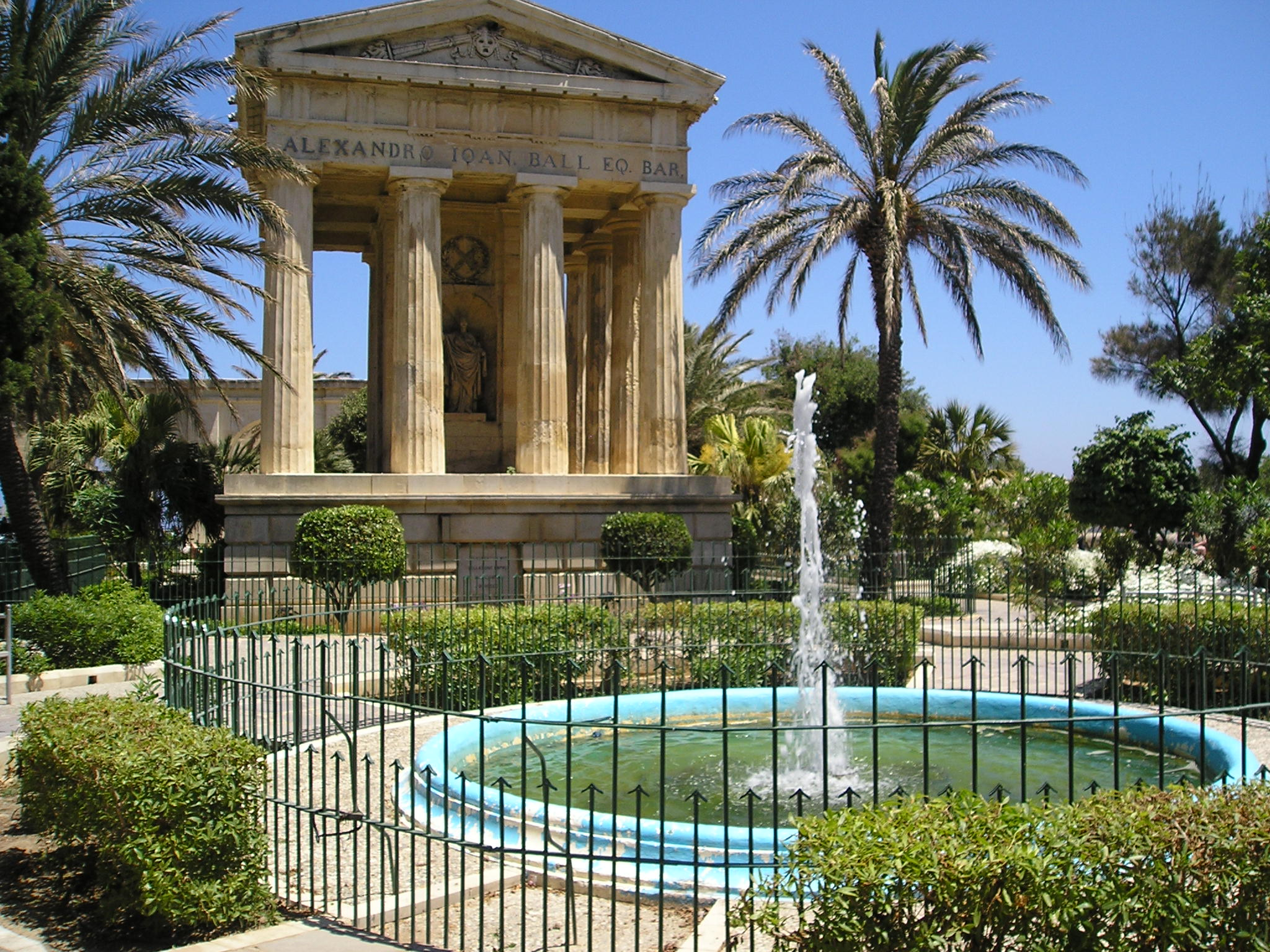
Monumento a Alexander Ball nos Lower Barrakka Gardens, Valeta

Alexander Ball foi possivelmente o líder britânico mais amado pela população maltesa. Samuel Taylor Coleridge tornou-se assistente de Ball em 1804 e mais tarde descreveu sua administração em The Friend, chegando a descrever Ball como “um homem verdadeiramente grande”. Ball morreu no Palácio de San Anton em 25 de outubro de 1809 e enterrado no Forte de Santo Elmo, em Valeta. Em 1810, os malteses construíram um monumento nos Jardins Lower Barrakka dedicado à memória de Ball. Este monumento neoclássico foi restaurado em 1884 e novamente em 2001.

## Nomeações para posto de oficial general
Incluídas:
- 9 de novembro de 1805, contra-almirante do Azul, patente sênior da Marinha Real do Reino Unido[11]
- 28 de abril de 1808, contra-almirante do Branco[12]
- 25 de outubro de 1809, contra-almirante do Vermelho[13] (Nomeado em Londres no dia em que faleceu em Malta.)